# Anagrama

Una animación de anagrama: Nacionalista = Altisonancia

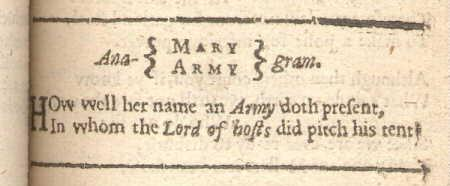
Ilustración de un anagrama, por George Herbert.

Un anagrama es una palabra  que resulta de la transposición de todas las letras de otra palabra. Dicho de otra forma, una palabra es anagrama de otra si las dos tienen las mismas letras, con el mismo número de apariciones, pero en un orden diferente. Esto se aplica también a grupos de palabras o frases. Así, el filósofo Baltasar Gracián Morales firmó la primera parte de El Criticón como García de Morlanes.

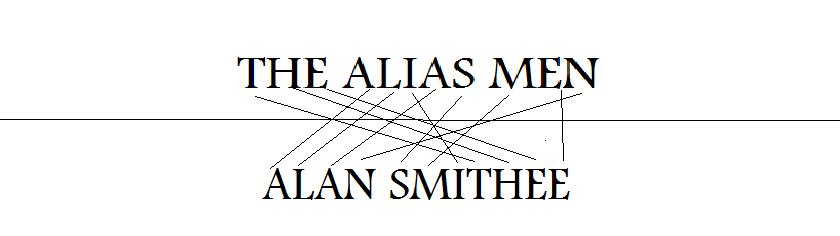
Origen del nombre Alan Smithee a partir de "The alias men" (los hombres con alias).

Los anagramas no tienen por qué tener ninguna relación gramática o semántica entre sí, salvando, quizá, alguna coincidencia. Sin embargo, se emplea con frecuencia en acertijos, juegos de palabras y formación de seudónimos. Un célebre ejemplo de esto último es el seudónimo Voltaire, que, según una teoría, fue escogido por ser anagrama de «Arouet, l[e] J[eune]» (Arouet, el Joven) con la consideración de que i y j son la misma letra, al igual que u y v, como ocurre en latín.

## Construir anagramas
A veces es posible "ver" anagramas en las palabras a ojo. Sin embargo, cuantas más letras haya, más difícil será. La dificultad estriba en que para una palabra de n letras diferentes, hay n! (factorial de n) permutaciones diferentes y, por tanto, n!-1 anagramas diferentes de la palabra. Los programas informáticos o las herramientas en línea ofrecen una vía mucho más rápida para crear anagramas.

## Variantes

### Alfagrama
Un alfagrama es una palabra (o grupo de letras) en la cual las letras originales de una palabra cambian de posición en orden alfabético (por ejemplo, el alfagrama de la palabra «alfagrama» es «aaaafglmr»). Esto se utiliza para hacer que la palabra original no sea reconocible y obtiene mucha importancia dentro de la criptografía. Se cree que el Manuscrito Voynich fue escrito utilizando alfagramas hebreos, aunque todavía no se ha demostrado ni traducido ninguna página.